# Font de Caborriu

La Font de Caborriu, respecte del terme d'Abella de la Conca

La Font de Caborriu és una font del terme municipal d'Abella de la Conca, al Pallars Jussà, a la vall del barranc de Caborriu, pertanyent a la vall alta del riu d'Abella.
Està situada a 950 m d'altitud, just al nord del lloc on el torrent de Bufal aflueix en el barranc de Caborriu, al nord-oest del Mas Palou i del Molí d'Abella. A ponent seu hi ha la Font del Torrent de Bufal.

## Etimologia
Segons Joan Coromines, l'origen de Caborrius es troba en caput rivi (cap de riu).